# Nul-één-wet van Hewitt-Savage
De Nul-één-wet van Hewitt-Savage is een stelling in de  kansrekening die net als andere nul-één-wetten een uitspraak doet wanneer een gebeurtenis bijna zeker is (dus optreedt met kans 1) of bijna onmogelijk is (dus kans 0 heeft).

## Stelling
Laat {\displaystyle (X_{n})_{n\in \mathbb {N} }} een rij onderling onafhankelijke en gelijkverdeelde stochastische variabelen zijn, en {\displaystyle {\mathcal {E}}}, de bijbehorende uitwisselbare σ-algebra. Dan is {\displaystyle {\mathcal {E}}} P-triviaal, wat wil zeggen dat voor elke gebeurtenis {\displaystyle E\in {\mathcal {E}}} geldt
{\displaystyle P(E)=0} of {\displaystyle P(E)=1}
De stelling kan afgeleid worden van de Nul-één-wet van Kolmogorov. Die stelt dat de staart-σ-algebra van een rij onderling onafhankelijke gelijkverdeelde stochastische variabelen altijd P-triviaal is. Maar onafhankelijke gelijkverdeelde variabelen zijn ook uitwisselbaar, zodat voor elke uitwisselbare gebeurtenis {\displaystyle E\in {\mathcal {E}}} er een staartgebeurtenis {\displaystyle B\in {\mathcal {T}}} bestaat, waarvoor {\displaystyle P(E\,\triangle \,B)=0}. Hieruit volgt direct de stelling